# ライヴ (唐沢美帆の曲)
ライヴは、唐沢美帆の4枚目のシングル。2001年9月5日発売（品番：PCCA-01559）。

## 収録曲
1. ライヴ
作詞：岩里祐穂／作曲・編曲：島野聡／ストリングス編曲；村山達哉
2. two of us
作詞：唐沢美帆／作曲・編曲：島野聡
3. ライヴ -TinyVoice, Production Remix- Remixed by Ryosuke Imai
作詞：岩里祐穂／作曲・編曲：島野聡／Remixed by Ryosuke Imai
4. ライヴ instrumental
作曲・編曲：島野聡
5. two of us instrumental
作曲・編曲：島野聡